# И да се врате године младе
И да се врате године младе је трећи студијски албум Чеде Марковића. Објављен је 2006. године за ПГП РТС. Песма по којој је назван албум је победничка песма фестивала Златиборска песма 2006. године.

## Песме на албуму
| Бр. | Песма                                 | Музика                | Текст                       | Аранжман           |
| --- | ------------------------------------- | --------------------- | --------------------------- | ------------------ |
| 1.  | И да се врате године младе            | Драган Александрић    | Младен Р. Вуковић           | Бранимир Ђокић     |
| 2.  | Врањанска ноћ                         | Чеда Марковић         | Чеда Марковић               | Ивица Мит          |
| 3.  | Не точите младо вино                  | Драган Александрић    | Младен Р. Вуковић           | Драган Александрић |
| 4.  | Јелена, љубави                        | Чеда Марковић         | Чеда Марковић               | Драган Димић Димке |
| 5.  | Косовски божури                       | Милутин Поповић Захар | Милутин Поповић Захар       | Бранимир Ђокић     |
| 6.  | Свирете ми чалгии                     | Јонче Христовски      | Јонче Христовски            | Бранимир Ђокић     |
| 7.  | Нек' ме не забораве девојке са Мораве | Предраг Неговановић   | Мила Јанковић/Бора Ђорђевић | Бранимир Ђокић     |
| 8.  | Хармонико моја                        | Мића Стојановић       | Драгиша Недовић             | Бранимир Ђокић     |
| 9.  | Ако умрем ил' загинам                 | Јонче Христовски      | Јонче Христовски            | Бранимир Ђокић     |
| 10. | По градини месечина сија мека         | народна               | народни                     | Бранимир Ђокић     |
| 11. | Расло ми је бадем дрво                | народна               | народни                     | Бранимир Ђокић     |